# Ведер, Густав
Густав Ведер (нем. Gustav Weder, 2 августа 1961, Дипольдзау, Санкт-Галлен) — швейцарский бобслеист, пилот, выступавший за сборную Швейцарии в конце 1980-х — начале 1990-х годов. Дважды олимпийский чемпион, многократный чемпион мира и Европы, четырёхкратный обладатель Кубка мира.

## Биография
Густав Ведер родился 2 августа 1961 года в городе Дипольдзау, кантон Санкт-Галлен. Выступать в бобслее на профессиональном уровне начал в середине 1980-х годов и с самого начала стал показывать неплохие результаты, попал в качестве пилота в национальную команду Швейцарии. Благодаря череде удачных выступлений в 1988 году был приглашён защищать честь страны на Олимпийских играх в Калгари, однако не смог занять там призовые места, приехав на двойке четвёртым.
Практически все успехи в карьере Ведера связаны с партнёром-разгоняющим Донатом Аклином, вместе они ездили на Игры 1992 года в Альбервиль и завоевали золотые медали в программе двухместных экипажей, а также финишировали третьими в зачёте четвёрок. Олимпийские игры 1994 года в Лиллехаммере оказались для их команды не менее успешными, послужной список пополнился серебряной медалью в четвёрках и ещё одним золотом в двойках.
Помимо всего прочего, Густав Ведер восемь раз становился призёром чемпионатов мира, в том числе четыре раза был первым и четыре раза вторым. Четыре раза завоёвывал Кубок мира, семь раз занимал в общем зачёте второе место. Неоднократно побеждал на чемпионатах Европы.
Ведер известен своим щепетильным отношением к бобслею, доходящим порой до абсурда. Он всегда по несколько часов изучал видеозаписи каждого своего заезда, обращал внимание на мельчайшие детали и пытался довести прохождение каждого участка до безукоризненного идеала. На чемпионате мира 1990 года в Санкт-Морице его обнаружили ночью соскребающим лёд на одном из сложных поворотов трассы — функционеры, несмотря на нарушение регламента, позволили Ведеру продолжить участие в соревнованиях, и он завоевал золотую медаль.